# HOK (entreprise)
Pour les articles homonymes, voir HOK.
HOK (Hellmuth, Obata + Kassabaum) est un cabinet d'architectes américain. L'agence qui emploie 1 600 personnes a notamment conçu plus d'une centaine de gratte-ciel de par le monde.

## Histoire
HOK est créé à Saint-Louis, dans le Missouri en 1955. Le nom du cabinet est dérivé du nom de famille de ses trois partenaires fondateurs : George Hellmuth (en), Gyo Obata (en) et George Kassabaum (en), tous diplômés de l'école d'architecture de l'université Washington de Saint-Louis.
En 2009, sa division HOK Sport Venue Event est acquise par son équipe dirigeante. Elle est renommée peu de temps après sous le nom Populous. Elle avait un chiffre d'affaires de 154 millions de dollars en 2007.
En 2014, à la suite de l'expiration de son accord avec son ancienne filiale Populous, qu'il l'empêchait d'être actif dans le domaine des infrastructures sportives, HOK annonce l'acquisition de 360 Architecture. Au moment de cette acquisition HOK avait 1 600 employés et 360 Architecture en avait 180.
Début 2018, elle est la plus importante entreprise d'architecture des États-Unis et la quatrième pour le design intérieur.

## Bureaux
Amérique
- Atlanta
- Calgary
- Chicago
- Dallas
- Denver
- Edmonton
- Houston
- Kansas City
- Knoxville
- Los Angeles
- Mexico
- Miami
- Nashville
- New York
- Ottawa
- San Francisco
- Saint-Louis
- Tampa
- Toronto
- Vancouver
- Washington

Asie Pacifique
- Pékin
- Brisbane
- Hong Kong
- Shanghai
- Singapour

Moyen-Orient
- Dubaï

Europe
- Londres
- HOK Euronet - cabinets affiliés à Amsterdam, Bruxelles, Madrid, Milan, Paris et Rome.

## Années 1960
- 1963 : Planétarium James S. McDonnell à Saint-Louis (États-Unis)

## Années 1970
- 1970 : Houston Galleria à Houston, Texas (États-Unis)
- 1975 : Université du Roi-Saoud à Riyad (Arabie saoudite)
- 1976 : National Air and Space Museum à Washington (États-Unis)

## Années 1980

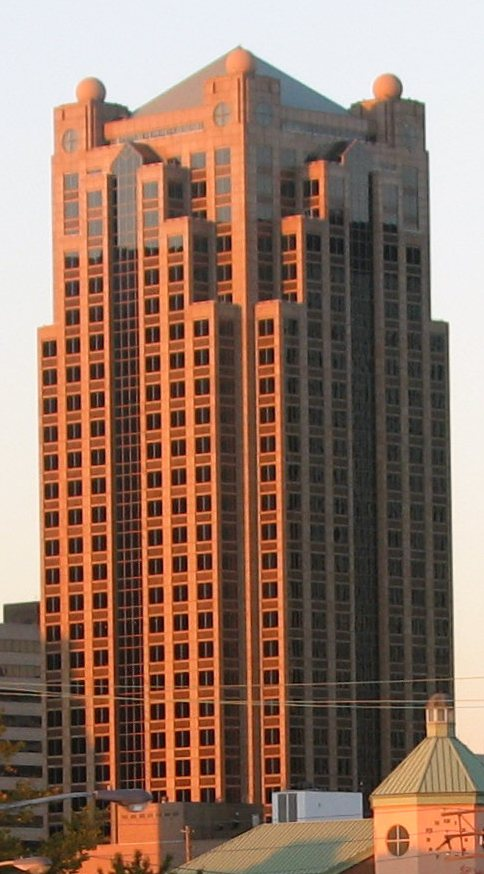
Regions-Harbert Plaza

- 1983 : Aéroport international du roi Khaled à Riyad (Arabie saoudite)
- 1985 : 200 Public Square à Cleveland (États-Unis)
- 1985 : Lake Merritt Plaza à Oakland, Californie (États-Unis)
- 1986 : One City Center à Saint-Louis (États-Unis)
- 1987 : 100 Congress à Austin (États-Unis)
- 1987 : Fairmont Hotel à Chicago (États-Unis)
- 1988 : Coca-Cola Field à Buffalo (États-Unis)
- 1989 : One Metropolitan Square à Saint-Louis (États-Unis)
- 1989 : Regions-Harbert Plaza à Birmingham (États-Unis)
- 1989 : Benson Tower à La Nouvelle-Orléans (États-Unis)

## Années 1990

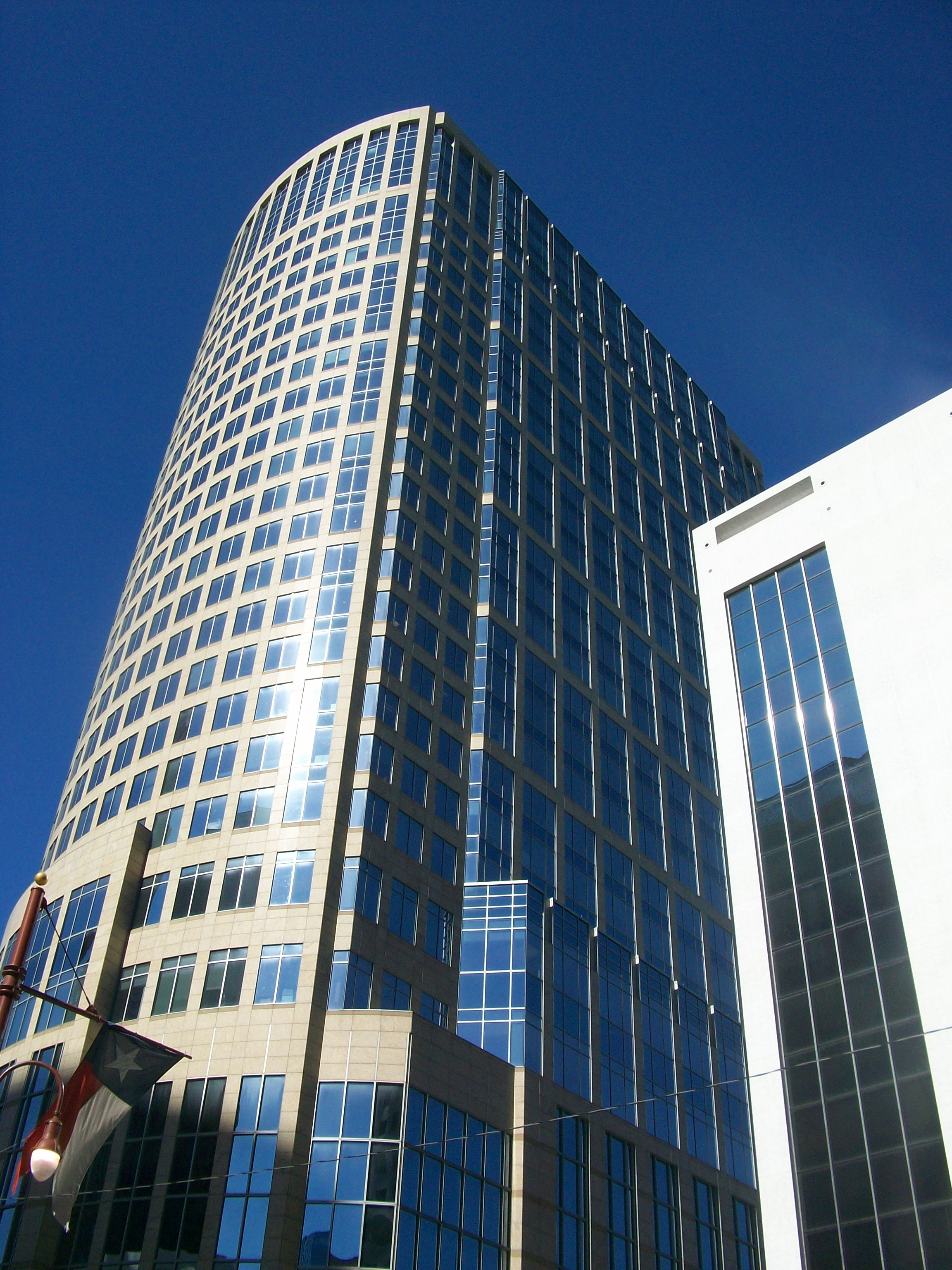
717 Texas à Houston

- 1990 : Three Galleria Tower à Dallas, Texas (États-Unis)
- 1990 : Albuquerque Plaza à Albuquerque (États-Unis)
- 1991 : 801 Grand à Des Moines (États-Unis)
- 1991 : Grand Hyatt Jakarta à Jakarta, Indonésie
- 1992 : Oriole Park at Camden Yards à Baltimore (États-Unis)
- 1992 : Wells Fargo Center à Sacramento (États-Unis)
- 1994 : Federal Office Building, à New York (États-Unis)
- 1995 : Wisma GKBI, à Jakarta (Indonésie)
- 1997 : Tuntex Sky Tower à Kaohsiung (Taïwan)
- 1997 : restauration du Bureau des Affaires étrangères et du Commonwealth à Londres (Royaume-Uni)
- 1997 : George Bush Presidential Library and Museum à College Station, Texas (États-Unis)
- 1997 : Robinsons Equitable Tower (Philippines)
- 1997 : Galter Pavilion à Chicago (États-Unis)
- 1999 : ANZ Stadium (collaboration) à Sydney (Australie)
- 1999 : Torre Esmeralda à Mexico (Mexique)
- 1999 : China Resources Building à Pékin (Chine)

## Années 2000
- 2000 : Thomas Eagleton Courthouse à Saint-Louis (États-Unis)
- 2001 : Robinsons Summit Center, à Makati (Philippines)
- 2002 : Four Seasons Hotel Shanghai à Shanghai (Chine) en 2002
- 2003 : 717 Texas, à Houston (États-Unis)
- 2003 : Wisma Mulia, à Jakarta (Indonésie)
- 2003 : Bouchard Plaza, à Buenos Aires (Argentine)
- 2003 : One McKinley Place à Taguig (Philippines)
- 2003 : Galleria Regency à Pasig (Philippines)
- 2003 : Murjan Tower à Dubaï (Émirats arabes unis)
- 2003 : Mesk Tower à Dubaï (Émirats arabes unis)
- 2003 : Yass Tower à Dubaï (Émirats arabes unis)
- 2004 : One Churchill Place à Londres (Royaume-Uni)
- 2004 : 1 West India Quay à Londres (Royaume-Uni)
- 2005 : Terminal A de l'Aéroport international Logan à Boston (États-Unis)
- 2005 : 35 Mariner à Toronto (Canada)
- 2005 : 5 Mariner à Toronto (Canada)
- 2005 : 10 Navy à Toronto (Canada)
- 2005 : Union Square à Shanghai (Chine)
- 2006 : Marina Terrace à Dubaï (Émirats arabes unis)
- 2007 : China Merchants Financial Center - Nanjng International Finance Center Office, à Nankin (Chine)
- 2007 : Hyatt on the Bund à Shanghai (Chine)
- 2009 : Université des sciences et technologies du roi Abdallah à Djeddah (Arabie saoudite)
- 2009 : Omni Fort Worth Hotel, Fort Worth, Texas (États-Unis)

## Années 2010
- 2011 : Great American Tower à Cincinnati (États-Unis)
- 2011 : Flame Towers à Bakou (Azerbaïdjan)
- 2011-2014 : City Center Doha à Doha (Qatar)
- 2014 : The Grove Towers à Jakarta (Indonésie)
- 2015 : ADNOC Headquarters à Abou Dabi (Émirats arabes unis)
- 2016 : Central Bank of Kuwait (gratte-ciel) à Koweit City (Koweït)

## Années 2020
- 2020 : Spire London à Londres (Royaume-Uni)

## Galerie

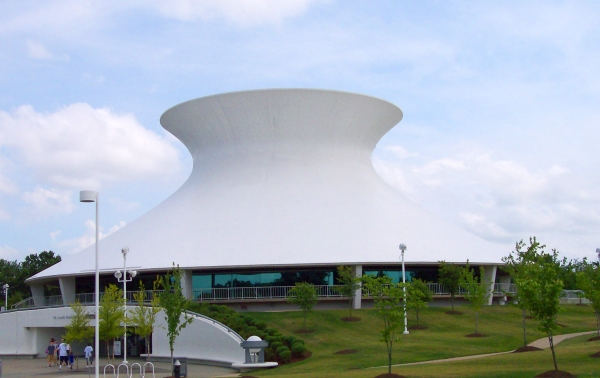
Le planétarium James S. McDonnell
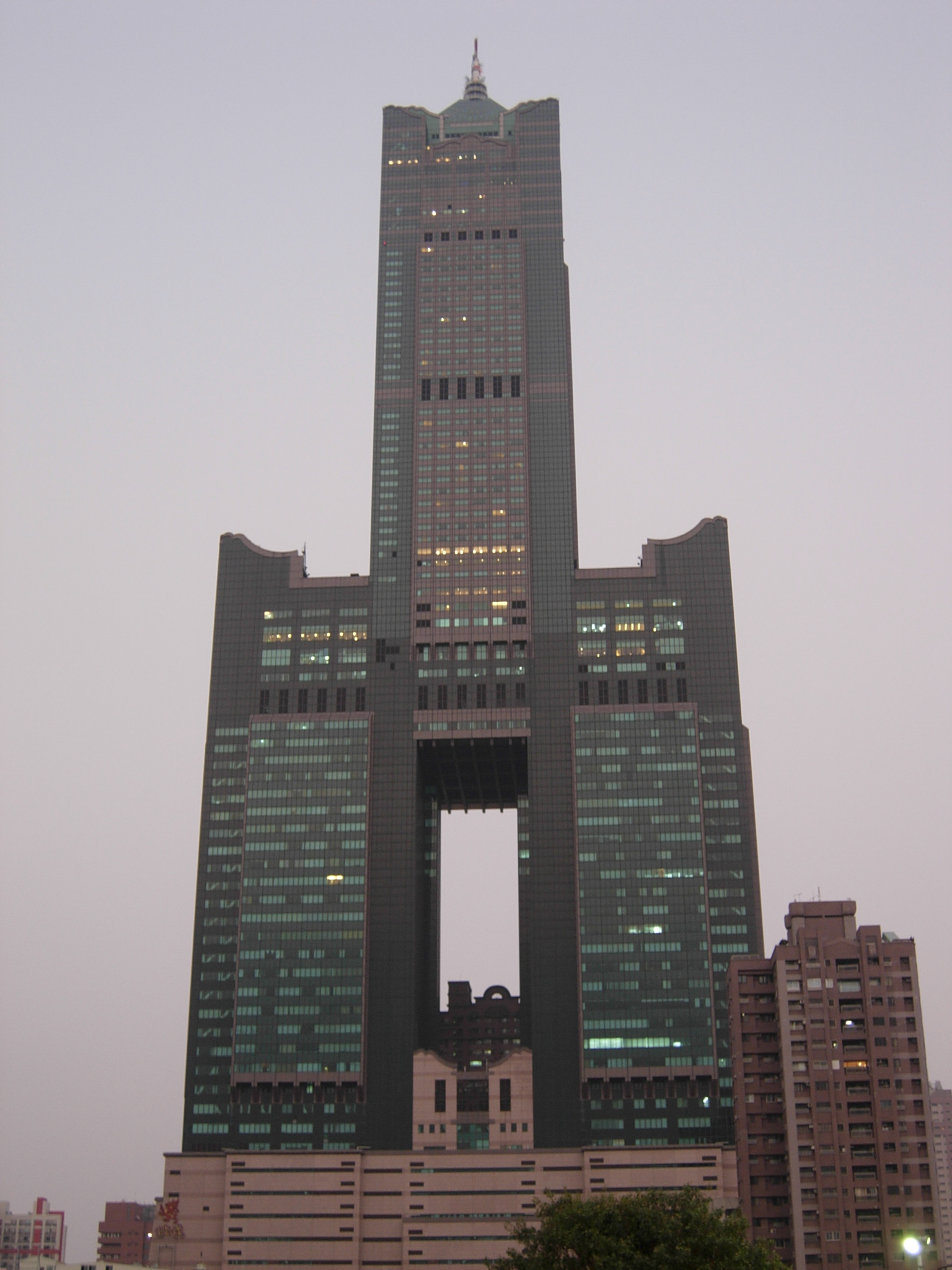
Tuntex Sky Tower
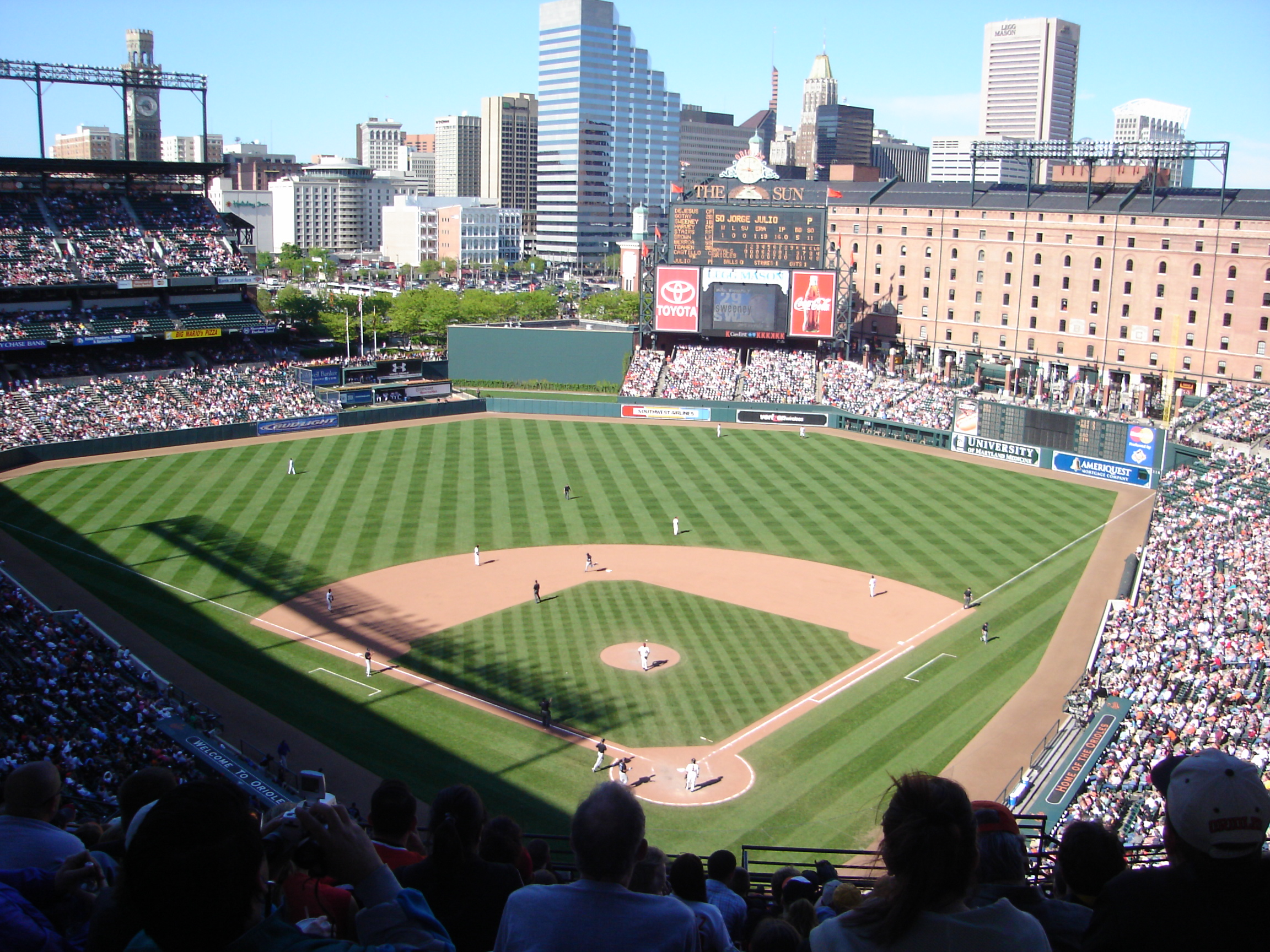
Oriole Park at Camden Yards
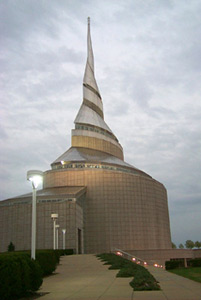
Independence Temple
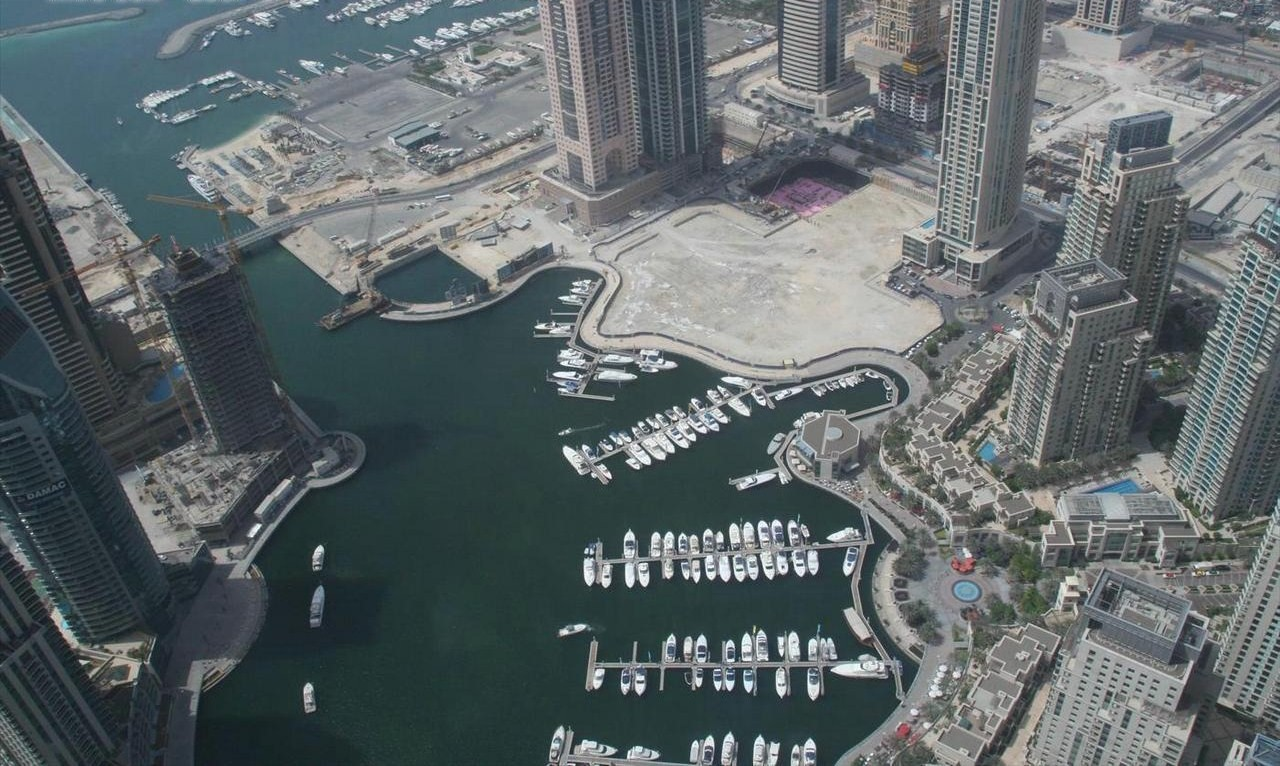
Dubaï Marina
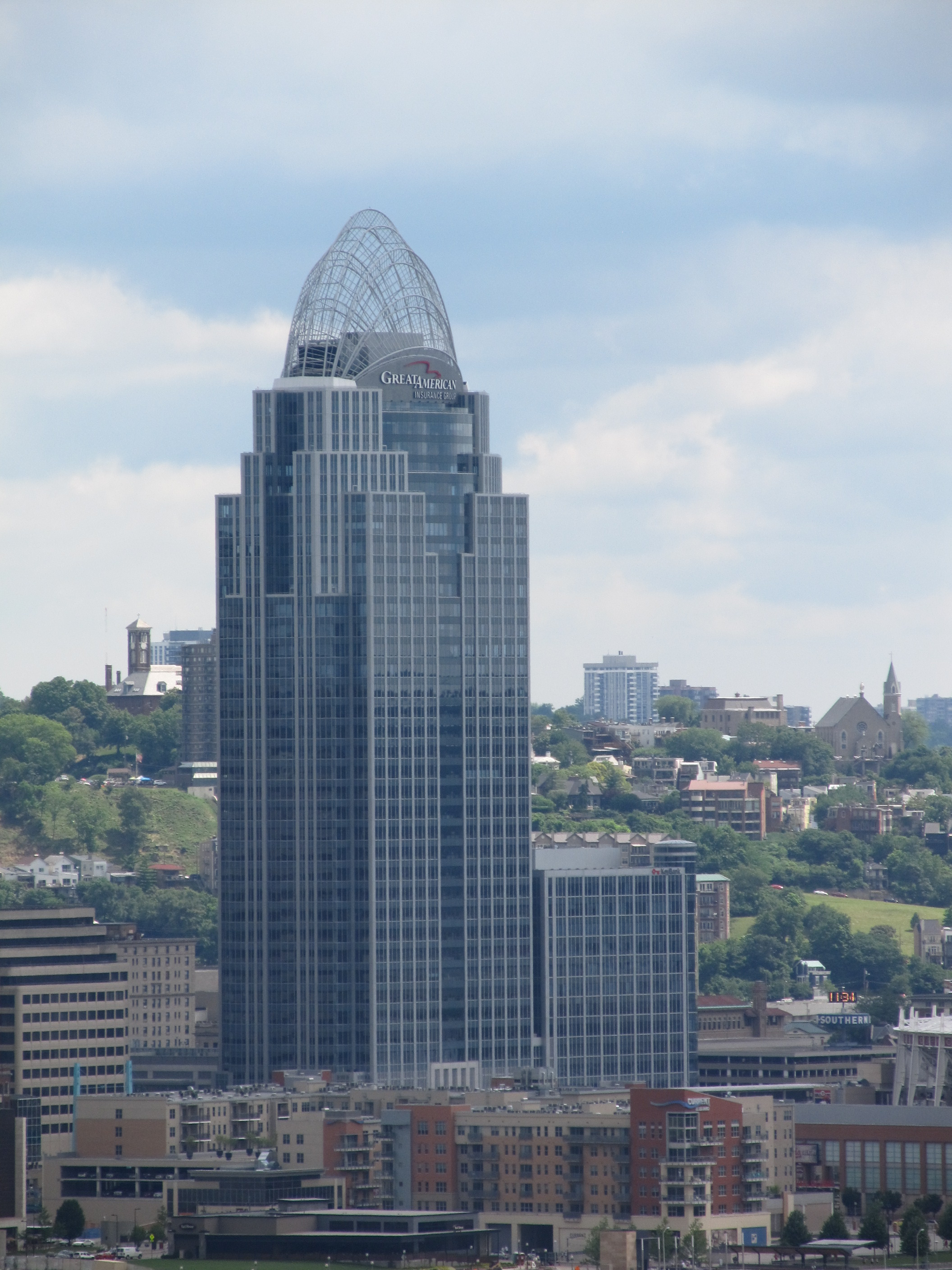
Great American Tower
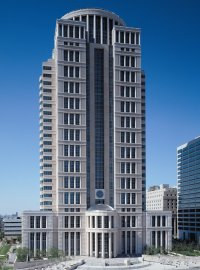
Thomas Eagleton Courthouse
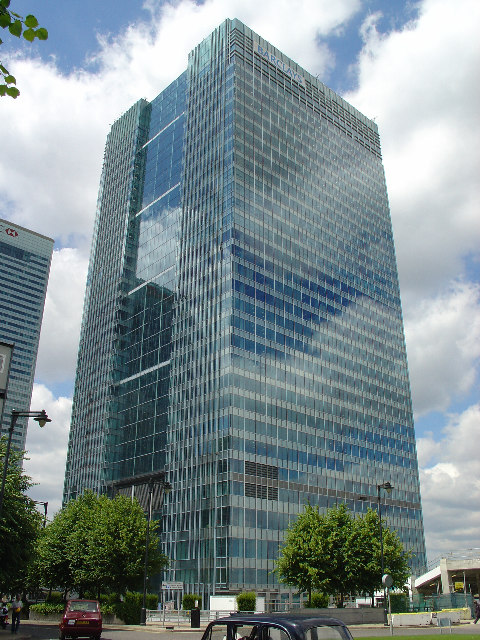
One Churchill Place
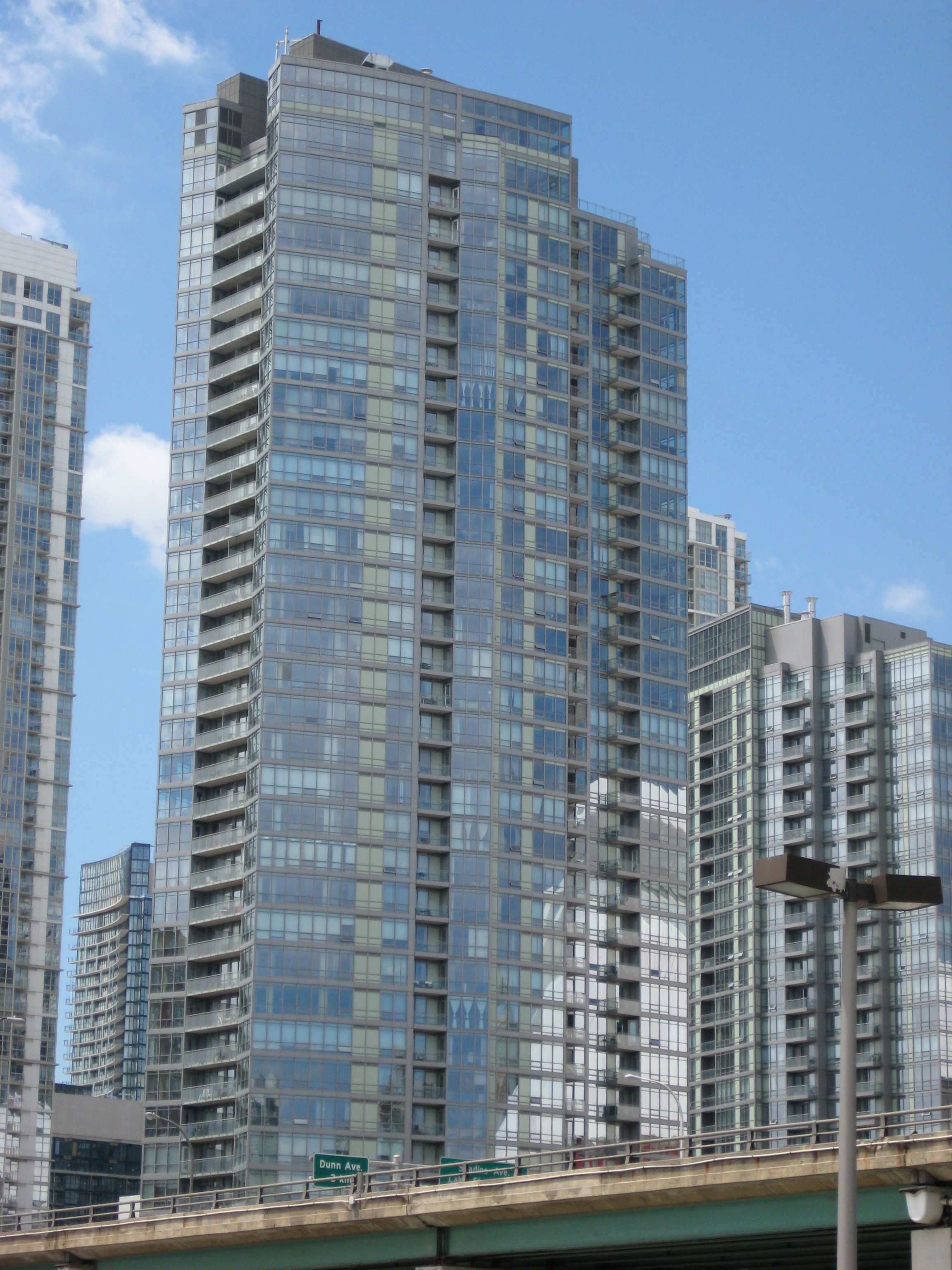
5 Mariner